# Gefallener

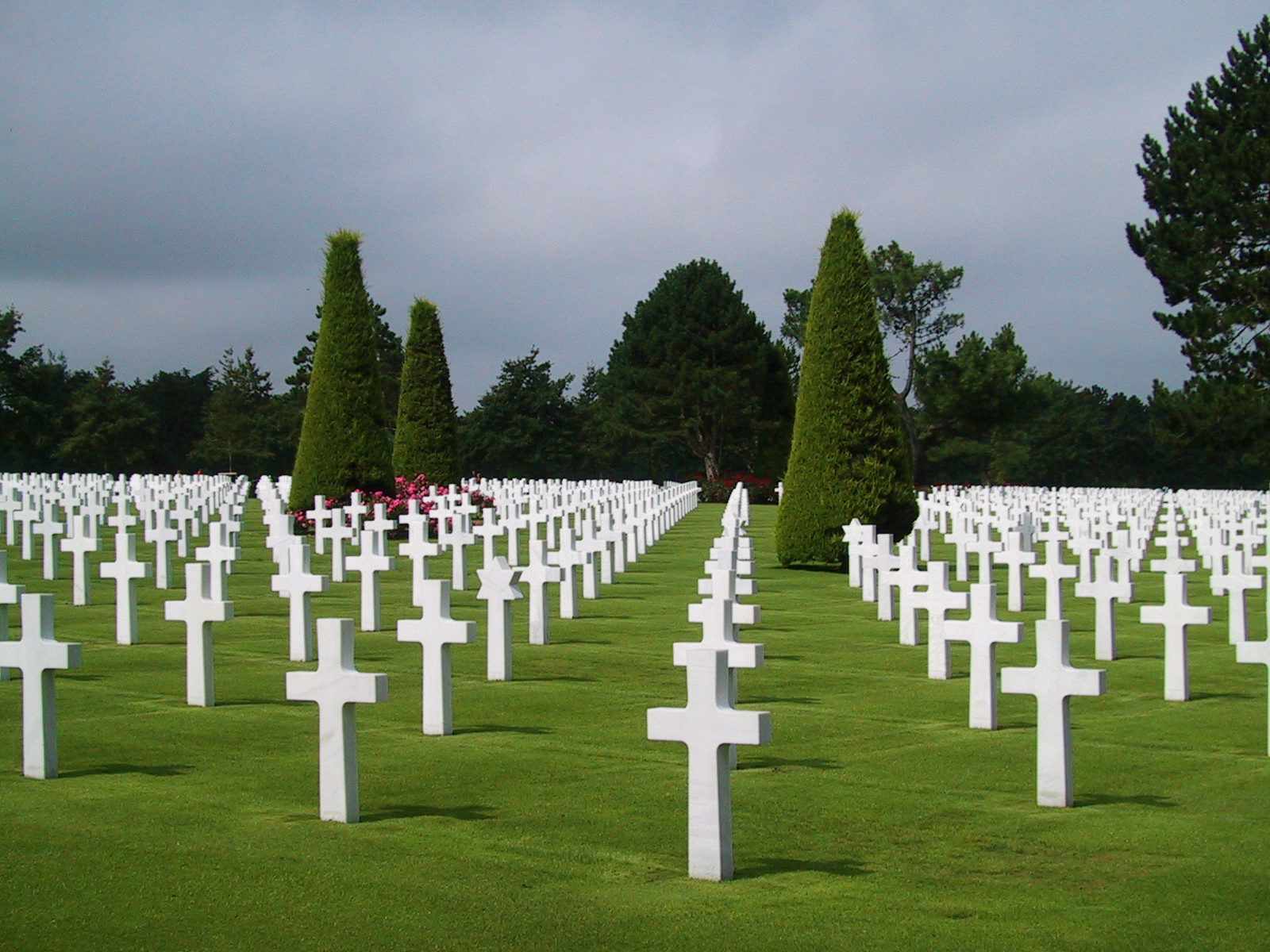
Auf dem Normandy American Cemetery and Memorial in Colleville-sur-Mer sind Soldaten der US Army bestattet, die bei der Landung der Westalliierten in der Normandie fielen oder tödlich verwundet wurden

Ein Gefallener ist ein im Kampf getöteter Kombattant, im engeren Sinne jedoch nur bei Todeseintritt unmittelbar auf dem Schlachtfeld (genealogisches Zeichen: ⚔). Erliegt der Kombattant erst später den im Kampf erlittenen Wunden (nach Flucht, Gefangennahme oder Abtransport an einen anderen Ort, z. B. ein Lazarett), spricht man von einer tödlichen Verwundung (genealogisches Zeichen: †⚔).

## Etymologie

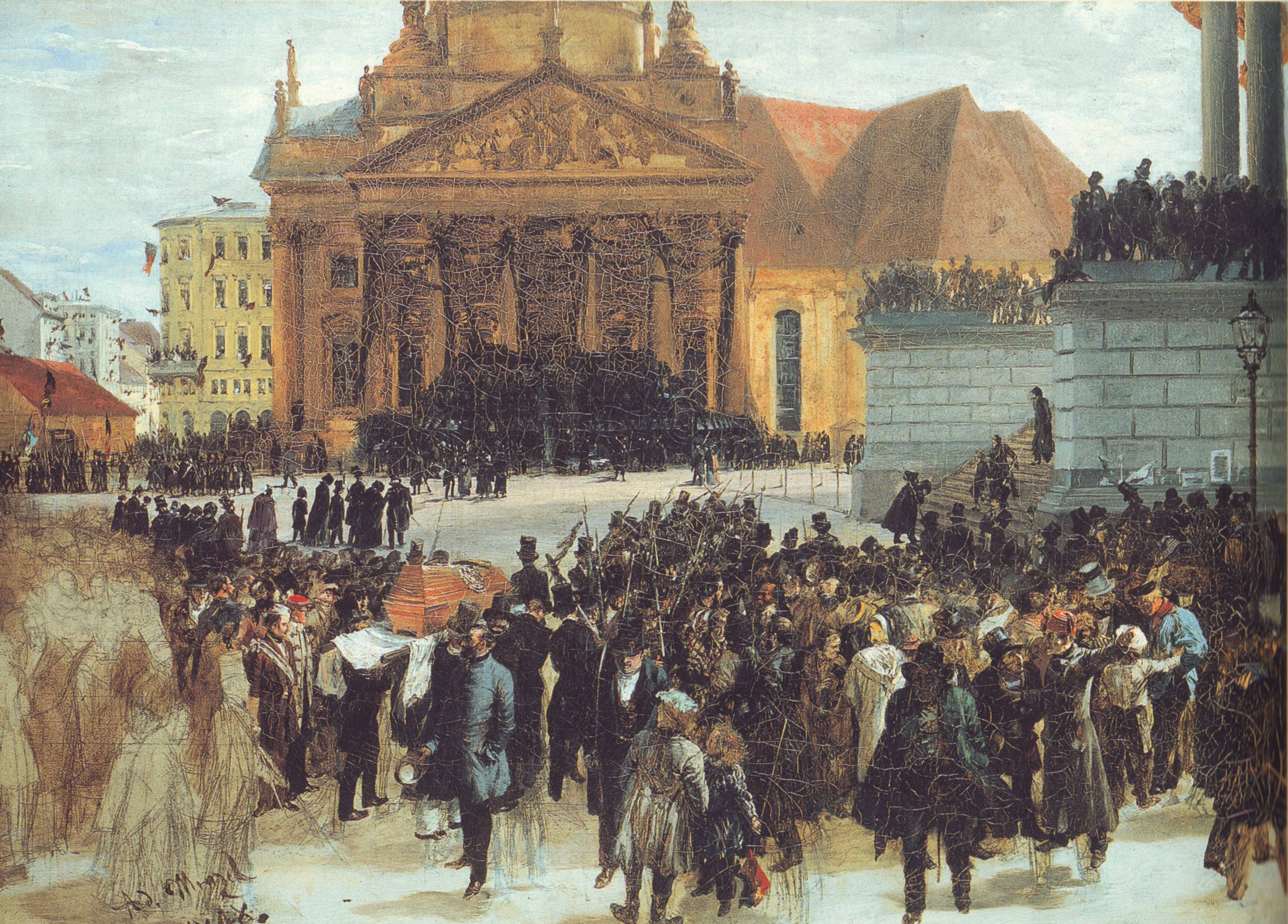
Adolph Menzel: Aufbahrung der Märzgefallenen, 1848

Der Begriff stammt aus der Zeit, in der im Allgemeinen noch stehend gekämpft wurde (Schützen mussten ihren Vorderlader nach jedem Schuss aufrecht stehend nachladen). 
Tödlich getroffene Kämpfer fielen zu Boden. Das Verb fallen wird bereits im Mittelhochdeutschen in dieser Bedeutung verwendet, beispielsweise im Nibelungenlied:

„vil der guoten recken vor Wolfhartes hant
mit tôde muosen vallen von swerten in daz bluot.“

In der Lutherbibel wird der Begriff „Gefallene“ sowohl für Kämpfer als auch für nichtkämpfende Zivilisten verwendet, also als Synonym für „im Krieg vom Feind Getötete“:

„Es gab an jenem Tag insgesamt zwölftausend Gefallene, Männer und Frauen, die Gesamtheit der Männer von Ai.“

„und ist viel Volks gefallen.“

Ein Beispiel für den respektvollen Gehalt des Begriffs „gefallen“ ist in Schillers Nänie von 1800 zu finden:

„Nicht errettet den göttlichen Held die unsterbliche Mutter,
Wann er, am skäischen Tor fallend, sein Schicksal erfüllt.“

Ein ähnlicher älterer Begriff ist „bleiben“ (z. B.: „NN blieb in Flandern“). Die Deutsche Marine sprach von „auf See gebliebenen Kameraden“. Tote Soldaten wurden früher meist in der Nähe der Kampforte bestattet.

## Umgang und Sprachgebrauch

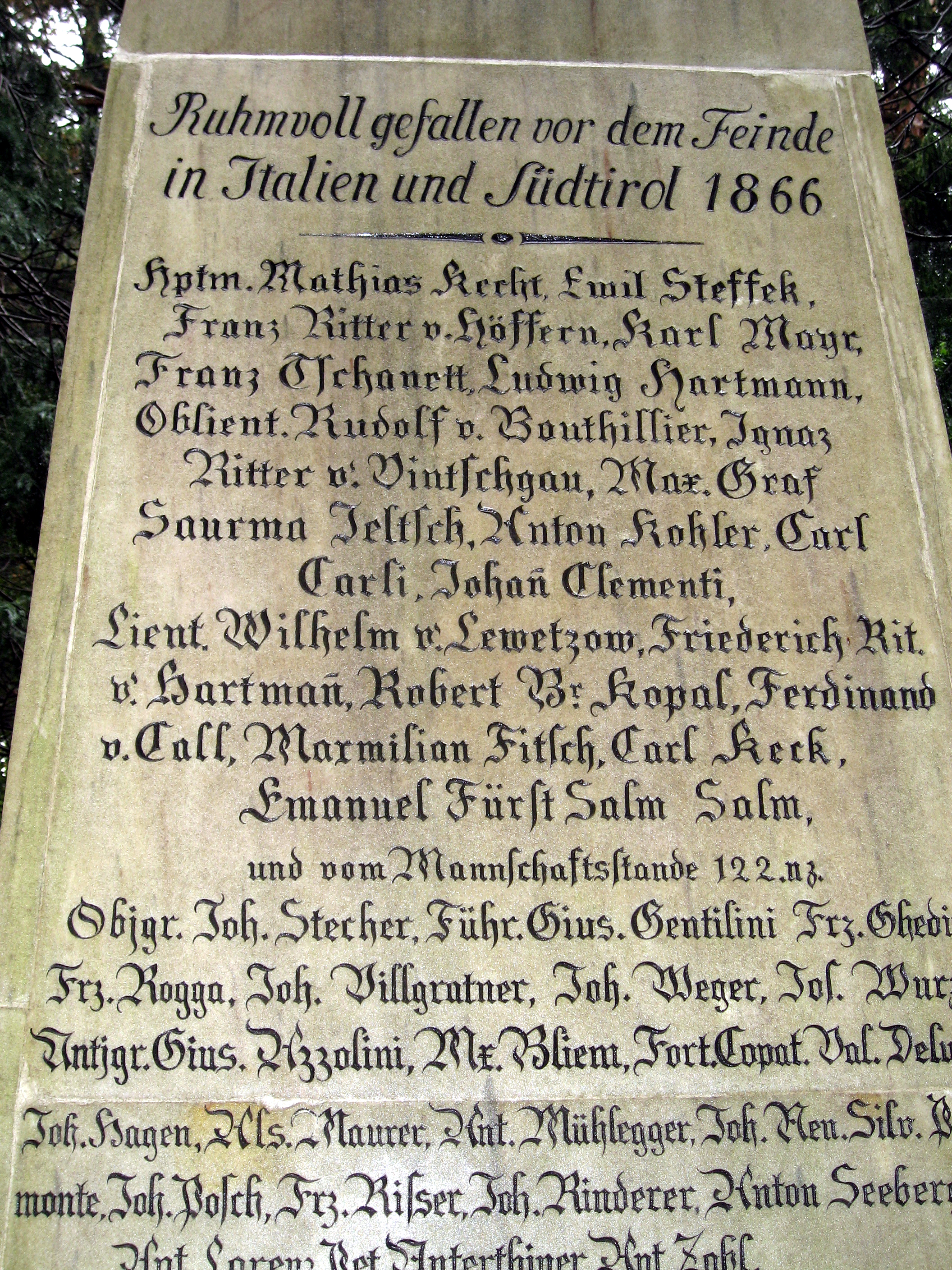
Denkmal am Bergisel für die 1866 gefallenen Kaiserjäger

Als Nachweis dient bei Soldaten in der Regel die Aussage von Zeugen, bzw. seit dem Beginn des 20. Jahrhunderts auch die Erkennungsmarke. Soldaten, über deren Verbleib keine Gewissheit besteht, werden als vermisst eingestuft.
In den amtlichen Deutschen Verlustlisten des Ersten Weltkrieges wurde die Bezeichnung „tot“ für im Kampf getötete Soldaten im Herbst 1914 durch „gefallen“ ersetzt. Es gab in der englischen Sprache den Begriff fallen soldier. Heute  üblich ist die Formulierung Killed In Action (KIA).
Bei Todesfällen von Soldaten z. B. in den Auslandseinsätzen der Bundeswehr wurde bis zum Jahr 2008 nicht von Gefallenen gesprochen, auch wenn der Getötete durch feindliche Handlungen starb. Am 24. Oktober 2008 sprach der Verteidigungsminister Franz Jung anlässlich der Trauerfeier für zwei im Afghanistan-Krieg getötete Soldaten erstmals von Gefallenen.
Der Duden führt die in der Kriegsberichterstattung traditionell benutzte Wendung, jemand sei „im Krieg gefallen“, seit 2017 als Beispiel für einen Euphemismus auf, der den Umstand beschönigen soll, dass der oder die Betreffende „als Soldat ums Leben gekommen“ ist. Schon lange wird kritisiert, dass das Sterben und die Brutalität des Krieges mit solchen Begriffen verklärt, heroisiert oder unsichtbar gemacht wird. Aktuell greifen Medien häufig auf die Formulierung zurück, Soldaten seien „im Krieg gestorben“ oder „ums Leben gekommen“, ohne die Umstände näher zu kennzeichnen, aber auch ohne den Ausdruck ‚Gefallene‘ (vor allem als Substantiv) immer konsequent zu vermeiden.

## Gräber

Gefallener deutscher Schütze eines Maschinengewehrs 08/15 im Ersten Weltkrieg, Frankreich 1918

Für Gefallene in Deutschland wird auf Grabsteinen, etwa auf Kriegsgräberstätten, vor dem Todesdatum an Stelle des Dagger-Zeichens „†“ ein Eisernes Kreuz gesetzt, auf Familiengräbern auch zur Erinnerung, wenn der Gefallene nicht im Grab ruht. Auch die Abkürzung „gef.“ kommt vor. Das Eiserne Kreuz erscheint auch auf Gräbern anderer Kriegsopfer (an Verwundungen Gestorbene, Vermisste, Kriegsgefangene, Luftangriffstote).

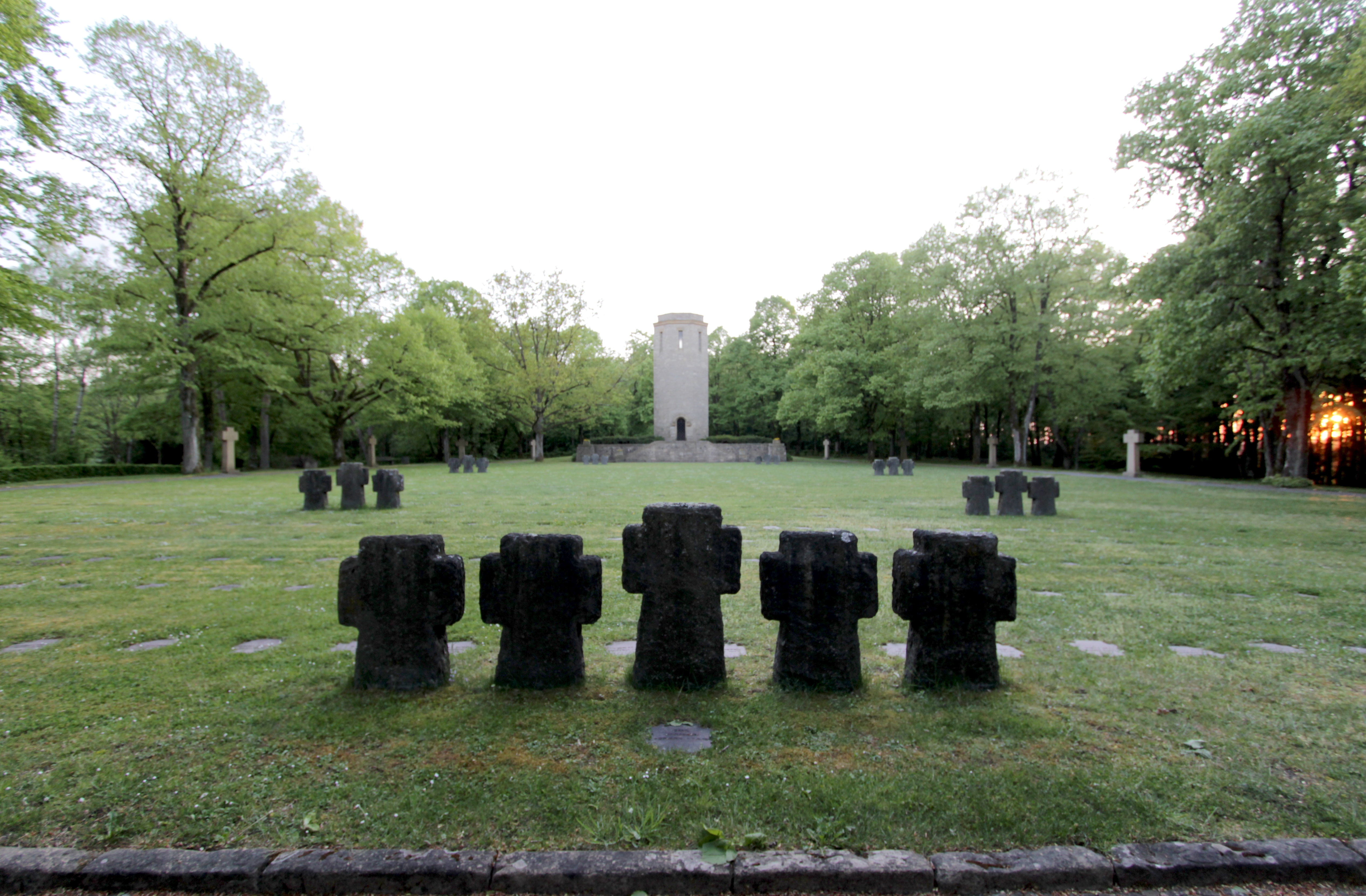
Die Kriegsgräberstätte Bitburg-Kolmeshöhe wurde nach dem Ersten Weltkrieg zunächst als Gedenkstätte für Gefallene errichtet. Nach dem Zweiten Weltkrieg wurden gefallene deutsche Soldaten auf der Kolmeshöhe im Südwesten Bitburgs beerdigt.